# ゴリけん
ゴリけん（本名：町田 健一郎（まちだ けんいちろう）、1973年10月24日 - ）は、福岡県を拠点に活躍する日本のピン芸人。ワタナベエンターテインメント九州事業部所属。

## 経歴
九州学院高等学校、福岡大学体育学部（現スポーツ科学部）を卒業。
1996年、NSC大阪校に17期生として入学。
1997年に渡辺プロダクション所属。
2006年、ワタナベエンターテインメント九州支部の立ち上げに伴い、ワタナベエンターテインメント九州事業本部に所属。パラシュート部隊とともに活動の拠点を福岡県に移した。
ゴリけんは、事務所に呼ばれ福岡での仕事が決まったと言われた際に「泊まりですか？」と聞いたところ「住み込みで」と即答され驚愕したと当時の状況を語っており、本人曰く業界初の「転勤芸人」と自身を称している。
福岡へ来た当初はマネージャーも付かず仕事を自分たちで取りに行くしかない中で、自ら営業活動を行っていた。
しばらくは井上陽水や海援隊を輩出したライブ喫茶照和でネタを披露していたが、音楽家以外が照和でライブをするのは初めてであった。改編期などを中心にテレビ局に顔を出し、「なんでもやります」と印刷された名刺を配って、出会った人と飲みに行くことを繰り返しながら福岡のテレビ局員との人脈を形成していった。
本人曰く、福岡での初仕事は「スタッフが出場する予定だった運動会での代走」。
2009年9月、行動を共にしてきたパラシュート部隊との冠番組『ゴリパラ見聞録』（テレビ西日本）が放送開始。旅の途中での出演者同士の愚痴や貶し合い、番組内で「一献」と呼ばれる出演者の飲み会でさらけ出される人間的な弱みをありのままに放送するスタイルで徐々に人気を集めると、フジテレビ系列や関東ローカルなどで次々放送が拡大され、全国的な知名度を得るようになり、ゴリけんの代表番組となる。
また、同番組のメインテーマ曲となっている『オン・ザ・ロード』は2016年にAvex traxよりリリースされ、オリコンデイリー初登場6位とTOP10入りの快挙を果たした。その後も今井了介やヒャダインなど、著名なアーティストが楽曲制作に携わるなどして影響力を高めていった。
番組スタイルや演出の特徴などから『西の水曜どうでしょう』という異名を持ち、後に番組のファンである本広克行の計らいにより、2016年のさぬき映画祭を皮切りに水曜どうでしょうディレクター陣（嬉野雅道・藤村忠寿）とのコラボ企画が何度か実現するまでに至っている。
同番組の公式DVDは現在Vol.12まで発売されており、販売枚数はシリーズ累計30万枚を突破、オリコンウィークリーランキングの最高順位は1位を獲得した。番組初期のエピソードとして第1回のDVD発売イベントでは、ベイサイドプレイス博多に深夜番組の事前告知のみで3,000人以上のファンを集めた。
また、2017年にかしいかえんにて開催された「ゴリパラ⭐︎サンダーランドinかしいかえん」では、演出家・サンダー町田に扮して演出を担当。有料イベントにも関わらず6,500人の来場者を集めた。
2016年に故郷の熊本県八代市日奈久を盛り上げるべく、ご当地Vtuberのゆるキャラ『ちくワン』を生み出し、2023年のゆるキャラグランプリでは、初出馬ながら8位を獲得した。
その翌年、2024年11月3日に石川県能登にて行われた「ゆるキャラグランプリinのと」では、クラウドファンディングで作成した「魂の入れ物」で初参戦し、150体を超える参加キャラの中で1位を獲得。熊本県のゆるキャラとしてはくまモン以来の日本一となった。11月29日に行われた八代市長への表敬訪問では、ちくワンが正式に八代市公認のゆるキャラ第1号に着任し、記者会見ではちくワンの今後を「まずはくまモンの付き人から始まり、最終的には弟のポジションを狙っている」と述べ、憧れとしているくまモンへの想いを語った。
2017年より5年間、ハウス食品「うまかっちゃん」のCMに起用され、『ゴリパラ見聞録』等の番組内でも「うまかー！」というグルメコメントを多用するようになった。
同年には番組内の企画で北九州マラソンに参加。自身初のフルマラソンに挑戦し5時間30分で完走を果たした。
2018年3月18日、福岡市の電気ビル共創館・みらいホールにて21周年記念ライブ「さくら」を開催。21周年という時期で記念ライブをした理由は「20周年を忘れていた」から。同年の博多祇園山笠では、ゴリパラ見聞録の飾り山笠が制作された。お笑い芸人が飾り山の標題となるのは博多華丸・大吉以来、2例目の快挙である。
2020年、福岡県公式「ふくおかファンクラブ」アンバサダー（パラシュート部隊とともに）と、熊本県八代市よかとこ大使に就任。 
2023年の『週刊さんまとマツコ』（TBS）への出演以降は地方移住芸人としての露出も増え、ローカルタレントとしては異例の『Eye Love You』（TBS）や『連続テレビ小説 おむすび』（NHK）などのドラマにも抜擢されるようになった。
同年には、同期である元芸人の脚本家・金沢知樹、パラシュート部隊と共に劇団「わくわくロケット」を立ち上げ、『幽霊でもよかけん、会いたかとよ』公演は、長崎、福岡、東京公演会場のそれぞれでソールドアウトとなった。
2025年2月28日、YouTubeチャンネル「ゴリけんのGO麺ください!!」を開設。もともと麺の啜りに定評があり、うまかっちゃんのCMに抜擢された経緯もあって、自身が「福岡のおいしい麺はどこ？」とよく聞かれて答えるのが大変だったことから開設を決意した。
同年3月11日には、TNC「キキミミメシ」に本人役として出演し、濱田岳と共演を果たす。

## 人物

### 芸名
ゴリけんという芸名はHOUND DOGの大友康平が命名した。中2の頃に大友のラジオ番組『SCHOOL'S OUT』（文化放送）を聞いて以来のファン。自身がクリスマスに入院をしていた時に、大友がリスナーに挨拶をしていた中で「入院中一人で聞いているみなさん!」という言葉があり、自分に言ってくれているという嬉しさから親近感を抱き、好きになったという。1998年4月に開催された文化放送「私はラジオスター」というお笑い大会で優勝し、同年6月19日に自身の憧れである大友から、当時の名古屋市民会館にて「ゴリけん」と命名され、その際に大友から「売れたら本名に戻しなさい」という助言も受けた。

### 各出演番組でのエピソード
『ゴリパラ見聞録』では、旅先で立派な橋を見つけた際に『BRIDGE ～あの橋をわたるとき～』を熱唱するのが恒例。当番組のイベントでも、オープニングで当楽曲を熱唱するのがお決まりとなっている。また、当番組ファンの呼称である「ゴリパラキッズ」の名付け親であり、これはHOUND DOGがファンのことを「ドッグkids」と呼んでいることに由来する。
『週刊さんまとマツコ』では、地方芸能界の情報通として「ローカル芸能界」企画に多数出演しており、司会の明石家さんまからは「トークの辻斬り」と評価された。
『おむすび』では、撮影現場で緊張して輪に溶け込めなかった際、主演で福岡出身の橋本環奈が間に立ってうまく馴染ませてくれたため「潤滑油のような存在」であったと、後にNHK『あさイチ』にて博多華丸・大吉が語っている。
『Eye Love You』では、撮影現場へ『ゴリパラ見聞録』とエースコックのコラボ商品である「ゴリパラーメン」を差し入れた。実際に主演のチェ・ジョンヒョプが絶賛したことが評判となり、瞬く間に完売となった。この共演を機にチェと親交を深め、「CHAE JONG HYEOP 1st FANMEETING in JAPAN」の神戸公演と福岡公演に顔を出した際に会場で指をさされ沸きまくったことを、酔っ払った際には必ず話す。

### 観光
旅芸人として全国を駆け回っており、特にTNC『ゴリパラ見聞録』だけでも全国350ヵ所、そのほか累計でも500ヶ所以上の観光地を旅しているため、全国のグルメや観光地を熟知している。
福岡県柳川市の名物お土産になっている「THE さ BAR」の命名者でもある。テレビのロケ企画の最中にその場のノリで命名し、その後大ヒット商品になるも、ギャラの交渉をしておらずロイヤリティが入らないことを悔やんでいる。
『Eye Love You』で共演した山下美月は、自身の熊本旅行に際して事前にゴリけんからアドバイスを受けており、ゴリけんを「師匠みたいな感じ」と評価している。
自身は温泉ソムリエを取得しており、温泉とサウナは旅に欠かせないと語っている。

### 剣道
実家に剣道場があり、父（剣道6段）の影響で13年間剣道を習っていた。ゴリけん自身も有段者で、父と同じ名門九州学院剣道部卒業後に福岡大学剣道部に入部、九州六大学MVPの実績を持つ。実際に『芸能界特技王決定戦 TEPPEN』（フジテレビ）や『炎の体育会TV』（TBS）に参戦し腕前を披露している。また、アーティストのASKAと共に福岡で昇段試験を受けて話題となる。自身が剣道を盛り上げたい気持ちから九州の剣道界と精通しており、地元の大会にも積極的に参加している。また2019年より『玉竜旗剣道大会』（テレビ西日本）の解説を担当しユニークな解説で定評があり、今や名実ともに剣道界の顔となっている。『六三四の剣』などの剣道漫画にも精通している。
2018年8月11日に、Twitterで剣道4段に昇格したことを報告。
剣道好きが高じて生まれたネタ「手剣道」は、九州の芸人仲間を中心に、飲み会などにおける定番ネタとなっている。また幕末時代をこよなく愛しており、特に好きな偉人は坂本龍馬。

### 私生活
2009年9月に一般女性と入籍し、2011年3月24日に第1子となる女児が、2016年11月14日に第2子となる男児がそれぞれ誕生した。第2子誕生の際には、立ち会いの様子が『ゴリパラ見聞録』の番組内で放送された。
2022年4月8日、同日放送の『ゴリパラ見聞録』番組内で一般女性と離婚していたことを発表（ロケ日は同年3月17日）。具体的な離婚時期については明らかにしていないものの、同年12月に行われたイベント「ゴリけん&青木さやか『バツイチトークショー』～バツイチ予備軍集まれ～」では、当イベントの開催時点で「離婚して1年半ぐらい（経っている）」と発言している。子供2人の親権はゴリけんが持ち、現在はシングルファザーとして子育てをしながら活動している。

### ゴリけんの諸説あります！
幕末時代を含む歴史の裏側や、おもしろ話を得意としていることもあり、自身が講師を務める「ゴリけんの諸説あります！」では、「歴史好きのゴリけんが教科書に載ってない歴史を語る」ことをテーマに、講演会スタイルで全国各地を回っている。ゴリけんが話し手、聞き手に若手芸人（EE男八島広樹、そよかぜましおなど）の2人セットで進めることが多く、過去に九州を中心に全国8か所で講演を行い、2023年には時事通信社内外情勢調査会からの依頼を受けて全国各地にて講演を行っている。

## 現在の出演番組等

### テレビ
- ゴリパラ見聞録（テレビ西日本）
- じもちゃんねる（テレビ西日本）
- ももち浜ストア（テレビ西日本）- 月曜コーナー「Zちゃんと昭平さん」に不定期で出演
- ハカタの王様（RKB毎日放送）
- WORLD FUKUOKA NEWS （テレビ西日本）- 「教えて福岡」コーナーに出演 ※不定期放送
- ちょっと福岡行ってきました!（TVQ九州放送）- 不定期で放送される「ゴリけんDのちょっと福岡来てもらいました!」の出演がメイン
- ジモトに乾杯！居酒屋 ゴリけん（ジェイコム九州）
- 週刊さんまとマツコ （TBS） - 不定期でゲスト出演
- ティーンズビデオ（NHK Eテレ）
- テレどーも！（NHK Eテレ）

特別番組
- 華丸・大吉の20○○今年はなんしよったと?（テレビ西日本）- 『華丸・大吉のなんしようと?』における年末特別番組。2014年以降、全ての年で出演中。

### ラジオ
- ゴリけんのぐるぐるマップ（RKBラジオ）

## 過去の出演番組等

### テレビ
- おはスタ（テレビ東京）- 初のレギュラー番組[12]。
- ガキの使いやあらへんで（日本テレビ）
- うたばん（TBS）
- とんねるずのみなさんのおかげでした（フジテレビ）
- 人志松本の〇〇な話（フジテレビ）
- イロモネア（TBS）
- わが心の大阪メロディー（NHK）
- おとうさんといっしょ（NHK）
- 爆笑オンエアバトル（NHK）
- シューイチ！（日本テレビ）
- おにぎりあたためますか？（HTB）
- 芸能界オールスター草野球（テレビ東京）
- 桂芸能社（TBS）
- デジドルファクトリー（テレビ朝日）
- OUT OF ORDER（テレビ朝日）
- 元祖!でぶや（テレビ東京）
- 熱血!ホビースタジアム（キッズステーション）
- ピィース!（テレビ西日本）
- ちかっぱ!（テレビ西日本）
- ばりすごMAX（TVQ九州放送）
- 今夜も万事快調!（テレビ西日本）
- コレカラ（テレビ西日本）
- ミラクルヴィーナス（テレビ西日本）
- 探検!九州（RKB毎日放送）
- GeeBee（テレビ西日本） - 華よ姐（山本華世の男性ヴァージョン）として出演
- 豆ごはん。（RKB毎日放送）
- みんなの青春のぞき見TV TEEN!TEEN!（RKB毎日放送）
- きらり九州めぐり逢い（TVQ九州放送）
- 日奈久ゴリ子のワクドキ・nasse TV～ナッセテレビ～（TVQ九州放送）
- ゴリ黄門（熊本朝日放送）
- くまパワ+（熊本朝日放送）
- タダイマ！（RKB毎日放送）
- 熊本ラーメン総選挙 （熊本朝日放送）
- ぽかぽか（2023年1月20日[13][14]・2024年9月6日[15]、フジテレビ）
- たくなる（TVQ九州放送）- ゲスト出演
- 生放送!!晩ごはん今なん食べとーと?（テレビ西日本）- 「華よ姐」として出演

特別番組
- ゴリパラどうでしょう
  - 水曜どうでしょうとのコラボ。さぬき映画祭2017で上映された後「HTB 北海道 on デマンド」にて配信。
  - どうでしょうのD陣とゴリパラ一行が香川を歩く
- 水曜見聞録
  - 水曜どうでしょうとのコラボ。さぬき映画祭2017で上映された後「HTB 北海道 on デマンド」にて配信。
  - ゴリパラ一行とどうでしょうのD陣で｢一献｣

### ラジオ
- あべちゃんトシ坊!こりない二人のoh!キューット倶楽部（RKBラジオ、土曜13:05 - 17:00） - 準レギュラー
- あべちゃんトシ坊!こりない二人の日産ワイドサタデ―（RKBラジオ） - 準レギュラー
- エンタメバラエティ THE☆ヒット情報（RKBラジオ） - 木曜担当
- 米岡誠一・仲谷一志の午後のブルドッグ（RKBラジオ）
- オトナビゲーション（RKBラジオ） - 水曜レギュラー

### 映画
- 釣りバカ日誌13 ハマちゃん危機一髪! 鈴木建設の社員役[16]
- プラトニック・セックス
- 巫女っちゃけん。（2018年）
- めんたいぴりり（2019年1月18日）- でんさん 役
- 99.9-刑事専門弁護士-THEMOVIE（2021年12月30日）
- サバカン SABAKAN（2022年8月19日）

### ドラマ
- 涙をふいて（フジテレビ、2000年）
- ラストクリスマス（フジテレビ、2004年）
- 弟 （テレビ朝日、2004年）
- M系タクシー（NETCINEMA.TV）2005年のWeb配信ドラマ[17]
- めんたいぴりり（テレビ西日本、 2013年8月3日、5日 - 29日） - でんさん 役
- めんたいぴりり2（テレビ西日本、 2015年2月20日・27日） - でんさん 役
- となりのマサラ（NHK福岡放送局、2020年2月28日）- 師匠 役
- Eye Love You（TBS、2024年1月23日 - 3月26日）- 亀井茂夫 役[18]
- 連続テレビ小説「おむすび」（NHK、2024年後期） - 古賀武志 役[19]
- キキミミメシ（テレビ西日本、2025年3月11日）- ゴリけん（本人）役
- クジャクのダンス、誰が見た？（TBS、2025年3月14日）　- ラーメン店主役 役

### 舞台
- OUT OF ORDER（2002～2003年）- ワタナベエンターテインメントのタレントによる舞台
- めんたいぴりり〜博多座版〜（2015年）- でんさん 役
- でんさん危機一髪[20]（2015年）- でんさん 役
- もしも、あの時・・・（2016年） - 劇団福援隊による舞台[21]
- めんたいぴりり～博多座版～ 未来永劫編（2019年3月30日 - 4月21日 博多座、2019年9月22日 - 29日 明治座）- でんさん 役
- 幽霊でもよかけん、会いたかとよ（2024年10月4日 - 6日、草月ホール）[22]
- やっぱり利兵衛（2024年12月22日、博多座）

### CM
- 資生堂「uno」（2005年）
- ガリレオコーポレーション（2011年）- 華よ姐として出演[23]
- 4D王（2016年）- WebのPV
- 西原商会（2017年 - ）
- うまかっちゃん（2017年 - 2022年）- うまか先生として歴代2位となる5年間出演
- 福岡日産（2019年）
- 三井住友銀行（2023年 - ）
- ディズニー「猿の惑星」
- ディズニー「ライオンキング」
- KRH （2023年 - ）- パラシュート部隊と共に出演
- 福岡市私立幼稚園連盟

## 出版物

### DVD
- ゴリパラ見聞録 Vol.1～12（2014年 - ）
- OUT OF ORDER vol.1 vol.2（2003 - 2004年）
- 笑笑 気合い連発 おもいきり バラエティ 腹痛亭 第二巻 （2004年）
- マジ☆ワラ vol.4 （2005年）
- WEL爆笑JAPANツアー2005 （2005年）
- M系タクシー （2006年）
- めんたいぴりり （2014年）
- めんたいぴりり2 （2015年）
- 東野・岡村の旅猿19（2022年）
- ももクロChan第10弾（2025年）

### 書籍
- ゴリパラ見聞録 公式BOOK ウォーカームック （2017年）

### CD
- 『オン・ザ・ロード』（2019年3月27日、avex trax）※ゴリパラ（ゴリけん＆パラシュート部隊）名義